# Antonio Cova
Jesús Antonio Cova Cabello (Cumaná, Venezuela, 14 de octubre de 1898 - Caracas, Venezuela, 25 de noviembre de 1964) fue un pedagogo, periodista, historiador y escritor venezolano.

## Historia
Hizo estudios secundarios en el Colegio Federal de Cumaná hasta licenciarse en Filosofía y Letras. Fue su profesor de grado y enseñanza global Silverio González Varela (“El Maestro Silverito”). El 1 de noviembre de 1919, día de Todos los Santos, comunicaron a Cova la orden gubernamental que le obligaba a desocupar Cumaná después de varios meses de cárcel, por haber pronunciado en un acto público palabras francamente revolucionarias  y consideradas en aquel entonces irreverentes. Era su iniciación política.
Llegó a Caracas y seis años más tarde, en 1926, contrajo matrimonio con la caraqueña Doña Lulú (Luisa Amelia) Padrón Yánez, mujer noble y excepcional, su compañera de toda la vida. De dicha unión nacieron dos hijos, Beatriz y José Antonio, y cuatro nietos, Freddy Lares Cova (a quien formó como su hijo menor), y Thaís Eugenia, José Antonio y Juan Andrés Cova Sosa. 
Fue diputado al Congreso Nacional por el Estado Mérida, 1929-1935, durante el gobierno de Juan Vicente Gómez. En 1930, J. A. Cova elabora un Pensum de Educación (antes era elaborado por extranjeros) y textos para primaria y secundaria, pensum y textos adoptados por el general Juan Vicente Gómez quien decreta la obligatoriedad del uso de estos en los colegios y escuelas de todo el país, siendo los únicos permitidos durante los últimos años su gobierno dictatorial. Desde 1930 y hasta 1935 fue miembro del Consejo Nacional de Educación.
Fue director y miembro fundador de dos editoriales, en 1941 la “Editorial Cecilio Acosta” en Caracas y en 1942 la “Editorial Venezuela” en Buenos Aires, Argentina. También fue fundador y copropietario, junto a Don Emilio Ramos, de “Librería Las Novedades”, en Caracas.
Entre 1949 y 1954, desempeñó varios cargos gubernamentales: Embajador de Venezuela en Misión Especial ante los Gobiernos de Colombia, Ecuador, Perú, Bolivia y Panamá (1949); Ministro Plenipotenciario ante el Gobierno de Nicaragua (1950); Ministro Plenipotenciario ante el Gobierno de Cuba (1950); Embajador en Misión Especial ante el Gobierno de Panamá en los Actos Conmemorativos del Cincuentenario de la Constitución de la República (1954).
En el Ministerio de Relaciones Interiores J. A. Cova desempeñó el cargo de Presidente (Ad-honorem) de la Junta Protectora y Conservadora del Patrimonio Histórico de la Nación, junta integrada por Héctor Parra Márquez, Carlos Raúl Villanueva, Pedro Centeno Vallenilla y Leopoldo García Quintero en el período 1953-1958. 
Fue elegido senador por el Estado Sucre, 1953-1958 durante el gobierno de Marcos Pérez Jiménez.
Entre sus labores como periodista fue colaborador habitual de La Prensa, La Nación y Crítica en Buenos Aires, Argentina; de ABC en  Madrid, España. En Venezuela, de El Nuevo Diario en donde fue Jefe de Redacción primero y luego Director, sustituyendo a José Gil Fortoul, hasta 1935, año en que fue saqueado; de Últimas Noticias (Jefe de Redacción) donde publicaba su columna “Crisol”; de los diarios Ahora, La Esfera y  El Heraldo (Jefe de Redacción), así como de la mayoría de los periódicos y revistas editados en Caracas y la provincia hasta su fallecimiento. Dirigió la revista Guarania con Don J. Natalicio González y la revista Santo y Seña junto a Don Mariano Picón Salas. Sus últimos escritos fueron publicados en su columna “Como decíamos ayer” en el diario La Esfera de Caracas.

## Cargos desempeñados
- Miembro de Número de la Academia Nacional de la Historia, donde fue 2º vicedirector de la misma, y su Bibliotecario-Archivero por muchos años, hasta su muerte.[3]
- Miembro de Número de la Academia Venezolana de la Lengua.[4]
- Miembro Correspondiente de la Real Academia de la Historia Española.
- Miembro Correspondiente de la Real Academia Española.
- Miembro de la Real Academia de Bellas Artes de Toledo, España.
- Miembro de la Academia de Ciencias Históricas de Toledo, España.
- Miembro del Instituto de Bellas Artes, París, Francia.
- Miembro de la Legión de Honor de Francia.
- Miembro de la Academia de la Historia de Cuba.
- Miembro del Instituto Histórico de la Independencia de América de Buenos Aires, Argentina.
- Miembro del Instituto Panamericano de Geografía e Historia.
- Miembro Honorario del Círculo “Rubén Darío”, de la Universidad de León, Nicaragua.
- Fundador de la Sociedad Bolivariana del Ecuador.
- Fundador de la Sociedad Bolivariana de la Argentina.
- Miembro de la Liga Internacional Bolivariana de Nueva York, EUA.
- Miembro Titular del Instituto de Cultura Hispánica de Madrid, España.
- Fundador y Primer Director del Instituto Venezolano de Cultura Hispánica, Caracas, Venezuela.
- Miembro de la Real Sociedad Geográfica de Londres, Inglaterra.
- Miembro Fundador del “Pen Club” de Venezuela.
- Miembro Fundador de la Sociedad Interamericana de Prensa SIP.
- Miembro Fundador del Instituto Bernardo O’Higgins de Buenos Aires, Argentina.

## Condecoraciones
- Medalla de Honor de la Instrucción Pública en Venezuela.
- Orden del Libertador. Venezuela.
- Caballero de la Legión de Honor, Francia.
- Orden de las Palmas Académicas, Francia.
- Orden de Caballeros de la Cruz de Lorena, Francia.
- Caballero de la Orden de Isabel la Católica, España.
- Orden de Alfonso X el Sabio, España.
- Caballero de la Orden de San Gregorio Magno, Vaticano.
- Orden Gran Cruz de Boyacá, Colombia.
- Orden Nacional del Mérito, Paraguay.
- Orden del Sol, Perú.
- Orden Francisco de Miranda. Venezuela.
- Orden del Mérito por Servicios Distinguidos, Perú.
- Orden Internacional Eloy Alfaro, Ecuador.
- Orden de la Sociedad Bolivariana. Venezuela.
- Orden del Mérito, Ecuador.
- Orden Andrés Bello. Venezuela.

## Obras Publicadas
- “El Superhombre”, Vida y Obra del Libertador. Editorial "Las Novedades", 1943.[5]
- “Sucre, ciudadano de América: Vida del Gran Mariscal de Ayacucho”. Editorial Victoria, 1959.[6][7]
- “San Martín, Aníbal de los Andes”. Editorial Venezuela, 1947.[8]
- “Miranda, el Venezolano del Fuego Sagrado”. Tip. Vargas, 1949.[9]
- “Solano López y la Epopeya del Paraguay”.Sociedad Hispano-Venezolana de Ediciones, 1956.[10][7] Buenos Aires: Venezolana, 1948.
- “El Centauro”, Vida del General José Antonio Páez. Ed. Venezuela, 1974.[11]
- “Don Simón Rodríguez”, Maestro y Filósofo Revolucionario. Primer socialista americano. Vida y obra del gran civilizador. Buenos Aires: Venezuela, 1947 .
- “Comentarios de la Edición facsimilar de “Sociedades Americanas” de Don Simón Rodríguez. Tip- Vargas. 1959.[12]
- “Ensayos de Crítica e Historia”.
- “Entre Barrotes”, Diario de un Periodista en la Cárcel. Ediciones La Torre, 1938.[13]
- “Francisco de Miranda”, Discursos.
- “Urdaneta, Arquetipo de la Venezolanidad”, Discursos.
- “Vida de Bolívar”, Microbiografía dedicada a los Miembros de la Sociedad de Historia de Buenos Aires, Argentina.[7]
- “Páez y la Independencia de Cuba”, Discursos. Impr. El Siglo XX, 1949.[14]
- “Por la Gloria de Vargas”, Discursos.
- “Descubridores, Conquistadores y Colonizadores de Venezuela”.
- “Glosas del Diario de Bucaramanga”.
- “Máximos y Menores Poetas Venezolanos”.
- “Guzmán Blanco, su Vida y su Obra”. Editorial Ávila Gráfica, 1950.[15]

- “Bocetos de Hoy para Retratos de Mañana”.
- “Del Uno al Otro Mundo”.
- “El Monólogo de Hamlet”, discursos y conferencias.
- “Quinta y Sexta columnas”, Crónicas Periodísticas.
- “Discursos y Conferencias”.
- “Ideario Político de Simón Bolívar”,Selección y Notas de J. A. Cova, Prólogo de Marius André.
- Francisco de Miranda, el precursor de precursores.
- La Guerra a Muerte ante la historia universal.
- “Don Simón Rodríguez, Aristóteles de Bolívar”, Discursos en el Congreso de la República por el Dr. Carlos Travieso y  J. A. Cova.
- “Filosofía Política del Libertador”, Discurso.
- “Elogio del Gral. Santiago Mariño”, Discurso.
- Discurso de Elogio Público en las exequias de Don Rufino Blanco Fombona en la Academia Nacional de la Historia.
- Discurso de bienvenida del gobierno venezolano al Gral. Manuel Odría, Presidente del Perú, ante el Congreso Nacional.
- Discurso de bienvenida al Gral. Alfredo Stroessner, Presidente del Paraguay, ante el Congreso Nacional.
- Contestación al Discurso de Incorporación como Académico de la Historia del Dr. Ambrosio Perera.
- Contestación al Discurso de Incorporación como Académico de la Lengua del Dr. Luis Beltrán Guerrero.
- Discurso de inauguración del Busto de Francisco de Paula Aristiguieta en Cumaná, Estado Sucre.
- Dirigió la publicación del Archivo del Mariscal Juan Crisóstomo Falcón;  de la Historia Constitucional y de la Filosofía Constitucional del Dr. José Gil Fortoul;  y de varias de las obras de  Don Rufino Blanco Fombona.

## Obras inéditas
- Historia Integral de Venezuela.
- El Gómez que yo conocí.
- Historia y Evolución de la Literatura Venezolana.
- Efemérides Nacionales.
- La España que he visto y he vivido.
- Venezuela Independiente.
- Origen, Evolución y Síntesis de la Literatura Venezolana.
- Memorias de Primavera, Otoño e Invierno.(Memorias)
- Diccionario de Apellidos Españoles en Venezuela.